# Les Prodigieuses victoires de la psychologie moderne
 (novembre 2017).
Si vous disposez d'ouvrages ou d'articles de référence ou si vous connaissez des sites web de qualité traitant du thème abordé ici, merci de compléter l'article en donnant les références utiles à sa vérifiabilité et en les liant à la section « Notes et références ».
Les Prodigieuses Victoires de la psychologie moderne est un livre traitant du domaine de la psychologie, écrit par le psychothérapeute belge Pierre Daco, paru dans les éditions Marabout, en 1960.
Plus de 600 000 exemplaires en ont été vendus dans les quinze premières années.